# Méré (Yonne)
Pour les articles homonymes, voir Méré.
Méré est une commune française située dans le département de l'Yonne en région Bourgogne-Franche-Comté.

## Géographie

### Climat
Pour des articles plus généraux, voir Climat de la Bourgogne-Franche-Comté et Climat de l'Yonne.
En 2010, le climat de la commune est de type climat océanique dégradé des plaines du Centre et du Nord, selon une étude du Centre national de la recherche scientifique s'appuyant sur une série de données couvrant la période 1971-2000. En 2020, Météo-France publie une typologie des climats de la France métropolitaine dans laquelle la commune est exposée à un climat océanique altéré et est dans la région climatique  Lorraine, plateau de Langres, Morvan, caractérisée par un hiver rude (1,5 °C), des vents modérés et des brouillards fréquents en automne et hiver. 
Pour la période 1971-2000, la température annuelle moyenne est de 10,8 °C, avec une amplitude thermique annuelle de 15,7 °C. Le cumul annuel moyen de précipitations est de 815 mm, avec 12,3 jours de précipitations en janvier et 8,1 jours en juillet. Pour la période 1991-2020, la température moyenne annuelle observée sur la station météorologique de Météo-France la plus proche, « Ligny-le-Châtel », sur la commune de Ligny-le-Châtel à 5 km à vol d'oiseau, est de 11,5 °C et le cumul annuel moyen de précipitations est de 772,9 mm. 
La température maximale relevée sur cette station est de 40,7 °C, atteinte le 7 août 2003 ; la température minimale est de −22 °C, atteinte le 16 janvier 1985,,. 
Les paramètres climatiques de la commune ont été estimés pour le milieu du siècle (2041-2070) selon différents scénarios d'émission de gaz à effet de serre à partir des nouvelles projections climatiques de référence DRIAS-2020. Ils sont consultables sur un site dédié publié par Météo-France en novembre 2022.

## Urbanisme

### Typologie
Au 1er janvier 2024, Méré est catégorisée commune rurale à habitat dispersé, selon la nouvelle grille communale de densité à sept niveaux définie par l'Insee en 2022.
Elle est située hors unité urbaine et hors attraction des villes,.

### Occupation des sols
L'occupation des sols de la commune, telle qu'elle ressort de la base de données européenne d’occupation biophysique des sols Corine Land Cover (CLC), est marquée par l'importance des territoires agricoles (72,3 % en 2018), une proportion identique à celle de 1990 (72,3 %). La répartition détaillée en 2018 est la suivante :
terres arables (49,2 %), forêts (25,5 %), zones agricoles hétérogènes (13,9 %), prairies (9,3 %), zones urbanisées (2,1 %). L'évolution de l’occupation des sols de la commune et de ses infrastructures peut être observée sur les différentes représentations cartographiques du territoire : la carte de Cassini (XVIIIe siècle), la carte d'état-major (1820-1866) et les cartes ou photos aériennes de l'IGN pour la période actuelle (1950 à aujourd'hui).

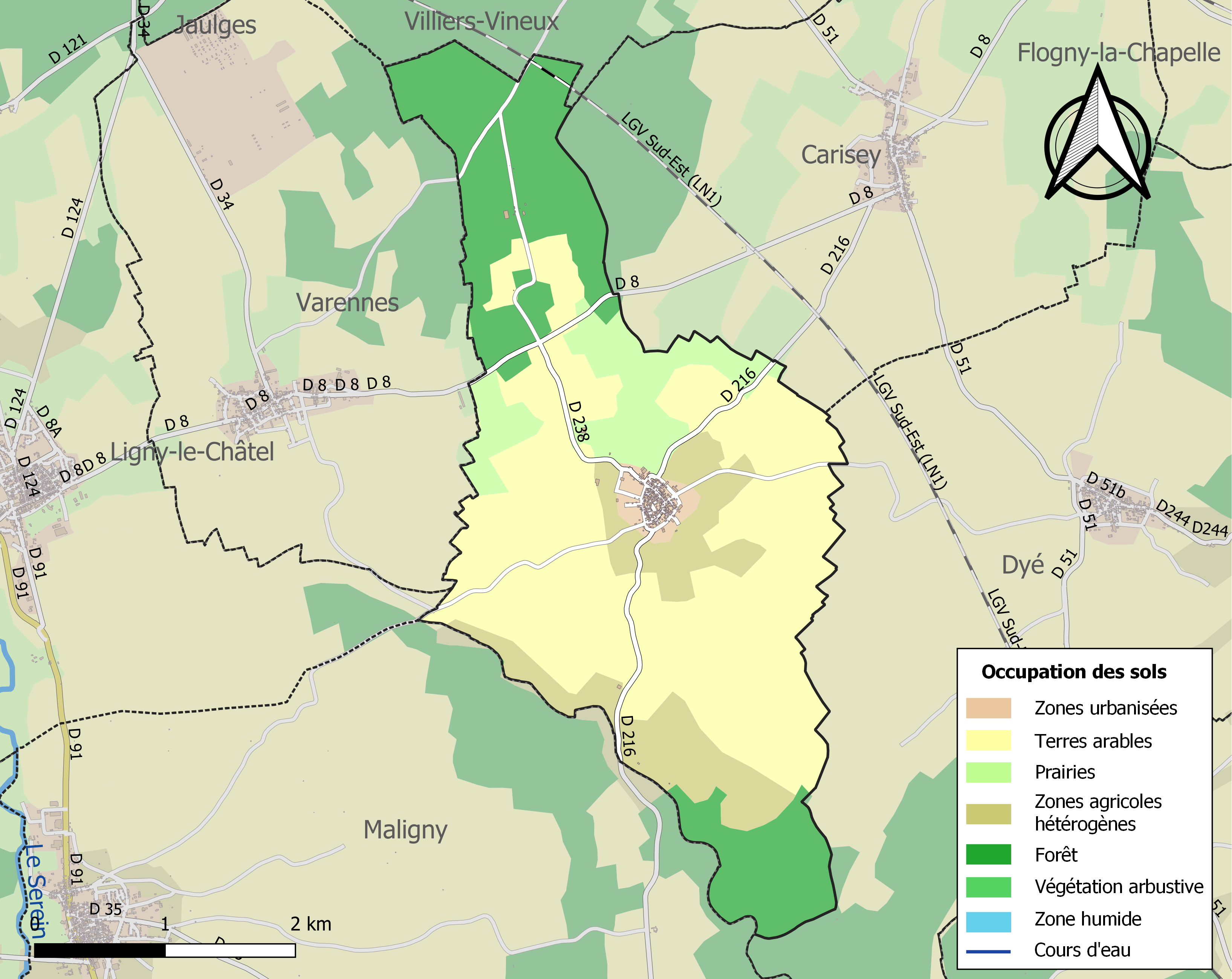
Carte des infrastructures et de l'occupation des sols de la commune en 2018 (CLC).

## Toponymie
Les formes les plus anciennes de Méré sont :
- Matiriacensis ager, vers 680 (cart. gén. de l'Yonne, I, 19);
- Madriacus, XIe siècle (obit. de Saint-Étienne d'Auxerre ; Lebeuf, Histoire d'Auxerre, IV, pr.);
- Mereium Servosum, 1116 (cart. gén. de l'Yonne, I, 232);
- Mairiacum (Vie de Gauzlin, abbé de Fleury, éd. Delisle, XIIe siècle);
- Mereium Sylvosum, (Cart. de Saint-Michel de Tonnerre);
- Maireium Servosum, (Cart. de Saint-Michel de Tonnerre);
- Meriacum Servosum, 1259 ; Meriacum Silvosum, 1268 (abb. de Pontigny) ;
- Mairé, 1156 (cart. gén. de l'Yonne, I, 542);
- Mairi-le-Serveux, 1288;
- Meré, 1335 (cart. du comté de Tonnerre ; arch. de la Côte-d'Or);
- Mercy-le-Serveux, 1554 (E. cne de Méré);
- Mérey, XVIIIe siècle.

L'abbé Nègre a proposé une étymologie venant du nom de personne Martyrius "martyr" + le suffixe -acum. D'autres explications sont possibles, en particulier issu du mot gaulois matir "mère" + -iacum, d'où "le Lieu de la (Déesse) Mère" présente dans les Eaux. Ce qui est cohérent avec les sources et points d'eau autour du village.

## Histoire
Les limites administratives de Méré ont changé à travers l'Histoire. Au XIXe siècle le bourg appartenait au canton de Ligny. Méré était, au VIIe siècle, du Pagus Tornodorensis, ou pays de Tonnerre et, avant 1789, du diocèse de Langres, de la province de l'Île-de-France, élection de Tonnerre, et siége d'une prévôté ressortissant au bailliage de Sens. Le fief relevait du comté de Tonnerre.

## Politique et administration
| Période | Période | Identité    | Étiquette | Qualité |
| ------- | ------- | ----------- | --------- | ------- |
|         |         |             |           |         |
| 2001    |         | Marcel Hure | SE        |         |

## Démographie
L'évolution du nombre d'habitants est connue à travers les recensements de la population effectués dans la commune depuis 1793. Pour les communes de moins de 10 000 habitants, une enquête de recensement portant sur toute la population est réalisée tous les cinq ans, les populations de référence des années intermédiaires étant quant à elles estimées par interpolation ou extrapolation. Pour la commune, le premier recensement exhaustif entrant dans le cadre du nouveau dispositif a été réalisé en 2007.

En 2022, la commune comptait 168 habitants, en évolution de −12,95 % par rapport à 2016 (Yonne : −1,95 %, France hors Mayotte : +2,11 %).
| 1793 | 1800 | 1806 | 1821 | 1831 | 1836 | 1841 | 1846 | 1851 |
| ---- | ---- | ---- | ---- | ---- | ---- | ---- | ---- | ---- |
| 385  | 442  | 442  | 391  | 426  | 407  | 405  | 403  | 412  |

| 1856 | 1861 | 1866 | 1872 | 1876 | 1881 | 1886 | 1891 | 1896 |
| ---- | ---- | ---- | ---- | ---- | ---- | ---- | ---- | ---- |
| 399  | 386  | 374  | 351  | 348  | 331  | 331  | 323  | 313  |

| 1901 | 1906 | 1911 | 1921 | 1926 | 1931 | 1936 | 1946 | 1954 |
| ---- | ---- | ---- | ---- | ---- | ---- | ---- | ---- | ---- |
| 304  | 310  | 284  | 279  | 265  | 252  | 239  | 209  | 192  |

| 1962 | 1968 | 1975 | 1982 | 1990 | 1999 | 2006 | 2007 | 2012 |
| ---- | ---- | ---- | ---- | ---- | ---- | ---- | ---- | ---- |
| 160  | 170  | 174  | 175  | 179  | 178  | 192  | 192  | 173  |

| 2017 | 2022 | - | - | - | - | - | - | - |
| ---- | ---- | - | - | - | - | - | - | - |
| 197  | 168  | - | - | - | - | - | - | - |

## Lieux et monuments

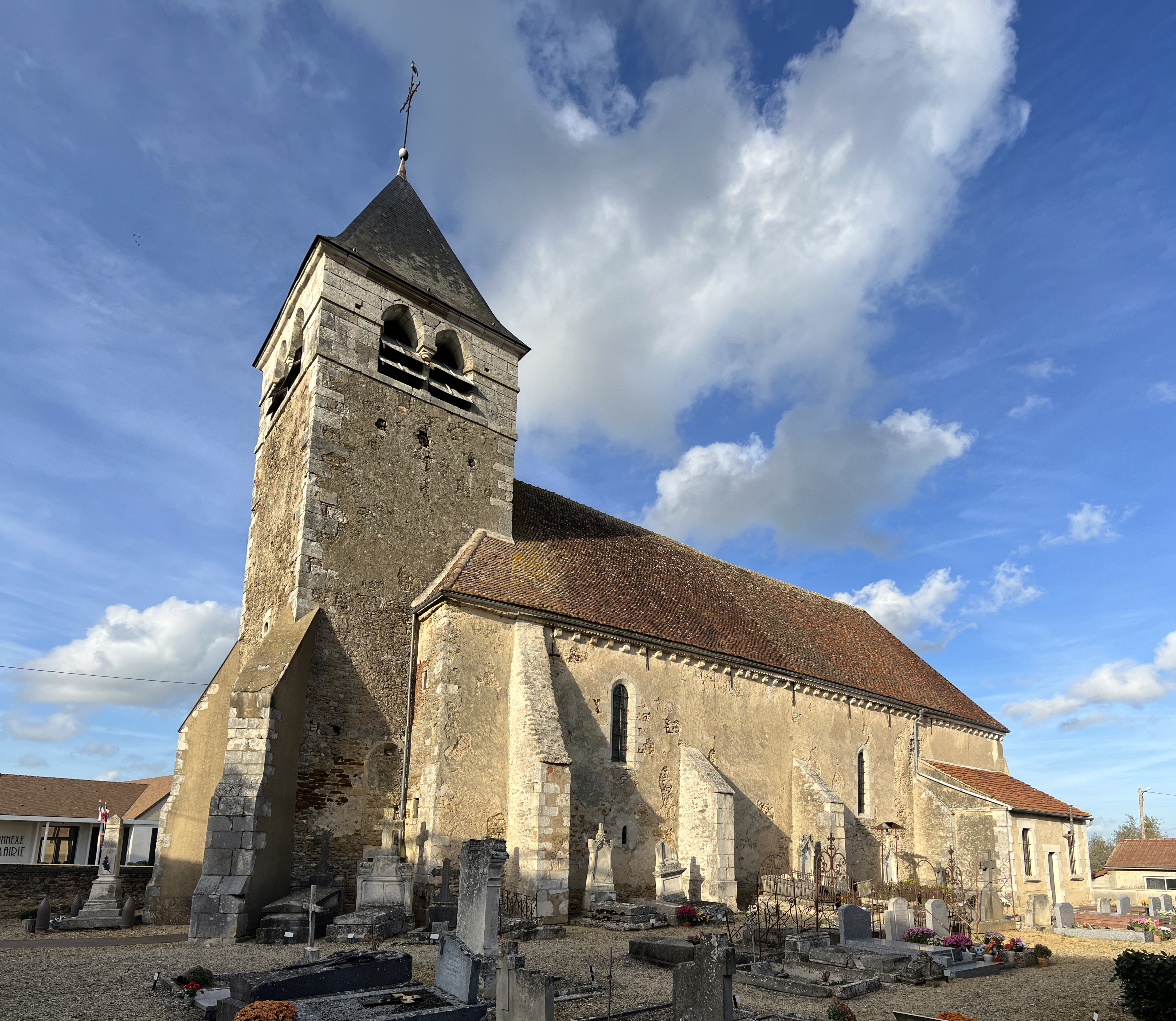
Église Saint-Martin.

L'église dédiée à saint Martin est du XIIe siècle, elle a été profondément remaniée au XVIIe siècle : portail classique avec fronton et pilastre (1664). Le haut et puissant clocher domine le village. Elle fait partie du circuit Chablisien.

## Personnalités liées à la commune
BOUVIER Jean, ancien militaire des armées du roi, selon ses déclarations était originaire de Méré, près de Tonnerre en Bourgogne. Usé par les combats, ou atteint par l'âge, il fut reçu le 6 février 1749 à l’hôtel des Invalides (Paris). - Il n’y a aucun mariage d’homme nommé Bouvier dans les registres paroissiaux de Méré, de 1668 à 1792,. Il a pu naître dans un village voisin et être élevé à Méré durant son enfance (Recherche à poursuivre).

## Pour approfondir